# 古渊头村
古渊头村是浙江省金华市东阳市巍山镇下辖的一个村，人口2028（1992年）。位于东阳市北部，距城区25公里。全村约70%的人为李姓。

## 名人
- 李学道：明嘉靖四十四年（1565）进士。
- 李景林：1916年创办杭州最早、规模最大的纹工厂。